# Karangbenda (Adipala)
Karangbenda is een bestuurslaag in het regentschap Cilacap van de provincie Midden-Java, Indonesië. Karangbenda telt 2515 inwoners (volkstelling 2010).